# إدواردو فولتان
إدواردو فولتان دا سيلفا (بالإنجليزية: َ Eduardo Voltan da Silva)‏ المعروف بـدودو (من مواليد 29 نوفمبر 2000 في البرازيل) هو لاعب كرة قدم محترف لعب سابقاً في نادي الوحدة الإماراتي خط الوسط 